# Ironworkers Memorial Second Narrows Crossing
Der Ironworkers Memorial Second Narrows Crossing (dt. ungefähr Übergang der zweiten Engstelle im Gedenken an die Eisenarbeiter) ist eine sechsspurige Autobahnbrücke in der kanadischen Provinz British Columbia. Sie verbindet Vancouver mit North Vancouver und überquert dabei den Burrard Inlet, an der zweiten Engstelle dieses Fjordes.
Von der Bauform her ist sie eine Kragträgerbrücke mit Fachwerk aus Stahl, sie wurde von der Swan Wooster Engineering Company entworfen. Die Länge beträgt 1292 Meter, die Spannweite des Mittelteils 335 Meter. Die Feldweiten der Brücke betragen 85,86 Meter – 2 × 85,91 Meter – 86,08 Meter – 142,24 Meter – 335,00 Meter – 142,09 Meter. Darüber führt der Trans-Canada Highway. Unmittelbar östlich davon befindet sich die Second Narrows Bridge, die heute eine reine Eisenbahnbrücke ist.
Die Bauarbeiten begannen im November 1957. Am 17. Juni 1958 brachen mehrere Brückenbögen und 79 Arbeiter stürzten 30 Meter tief ins Wasser. Achtzehn von ihnen kamen ums Leben, da sie wegen ihrer schweren Werkzeuggürtel in die Tiefe gerissen wurden. Später ertrank auch ein Taucher, der nach den Leichen suchte. Eine Untersuchungskommission kam zum Schluss, dass menschliches Versagen die Unfallursache gewesen war. Ein Ingenieur, der ebenfalls zu den Todesopfern gehörte, hatte eine Berechnung falsch durchgeführt und das Gewicht des Baumaterials unterschätzt. Als ein Baukran herumschwang, um ein Element einzusetzen, konnte die Brücke das zusätzliche Gewicht nicht mehr halten und stürzte ein.
Nach dem Unfall wurde die Brücke fertiggestellt und 25. August 1960 eröffnet. 1994 erfolgte die Umbenennung zu Ehren der ums Leben gekommenen Arbeiter. Der Folksänger Stompin’ Tom Connors besang das Ereignis im Song The Bridge Came Tumbling Down auf seinem 1972 erschienenen Album My Stompin’ Grounds.